# Помник (Вармінсько-Мазурське воєводство)
Помник (пол. Pomnik) — село в Польщі, у гміні Корше Кентшинського повіту Вармінсько-Мазурського воєводства.
Населення — 92 особи (2011).
У 1975-1998 роках село належало до Ольштинського воєводства.

## Демографія
Демографічна структура станом на 31 березня 2011 року:
|          | Загалом | Допрацездатний вік | Працездатний вік | Постпрацездатний вік |
| -------- | ------- | ------------------ | ---------------- | -------------------- |
| Чоловіки | 45      | 12                 | 29               | 4                    |
| Жінки    | 47      | 12                 | 29               | 6                    |
| Разом    | 92      | 24                 | 58               | 10                   |